# فروفولیک
فروفولیک (به انگلیسی: Ferrofolic)
رده درمانی: ویتامینها و املاح ضروری
اشکال دارویی: قرص

## موارد مصرف
کاربرد اصلی آن در کم‌خونی ناشی از فقر آهن و به منظور جلوگیری و درمان حالتهای مختلف کمبود ویتامین فولیک اسید می‌باشد. تجویز اسید فولیک در زنان حامله با کاهش برخی ناهنجاریهای مادرزادی جنین همراه است.

## مکانیسم اثر
جبران کمبود آهن و اسید فولیک در رژیم غذایی.

## عوارض جانبی
تحریک مجرای گوارشی با مصرف این دارو گزارش شده‌است و بجز واکنشهای آلرژیک که با تب یا بثورات جلدی به ندرت بروز می‌کند، هیچگونه عارضه جانبی با مصرف این دارو گزارش نشده‌است.